# Штефан-при-Требнєм
Штефан-при-Требнєм (словен. Štefan pri Trebnjem) — поселення в общині Требнє, регіон Південно-Східна Словенія, Словенія.